# Erica Cipressa
Erica Cipressa (Mirano, 18 de maio de 1996) é uma esgrimista italiana, medalhista olímpica.

## Carreira
Cipressa conquistou a medalha de bronze nos Jogos Olímpicos de Verão de 2020 em Tóquio ao lado de Martina Batini, Arianna Errigo e Alice Volpi, após confronto contra as estadunidenses Jacqueline Dubrovich, Lee Kiefer, Nicole Ross e Sabrina Massialas na disputa de florete por equipes.